# Kasr al-Charana
Kasr al-Charana (arab. قصر خرّانة), znany również jako Qasr al-Harrana, Qasr al-Kharanah, Kharaneh lub Hraneh – najlepiej zachowany zamek pustynny Jordanii, jeden z wielu małych fortów i twierdz, które rozproszone są po wschodniej części kraju. Znajduje się około 60 km na wschód od stolicy kraju, Ammanu i stosunkowo blisko granicy z Arabią Saudyjską w muhafazie Amman. Ze względu na widoczne wpływy architektury sasanidzkiej oraz graffiti w jednym z górnych pomieszczeń należy przypuszczać, że zamek został wybudowany na początku VIII wieku. Jest on jednym z najwcześniejszych przykładów architektury islamu w regionie.
Pierwotne wykorzystanie budowli jest do dzisiaj niejasne. Ponieważ wewnętrzny układ budowli nie wskazuje na jej militarny charakter, używanie dla niego, ze względu na wygląd zewnętrzny, określenia „zamek”, nie jest odpowiednie. Wprawdzie wzdłuż jego murów zewnętrznych znajdują się szczeliny, które mogą przypominać ambrazury, nie były one jednak z pewnością przeznaczone do tego celu. Budowla mogła być karawanserajem lub miejscem odpoczynku dla kupców, jednakże brakuje tu źródła wody, które zwykle powinno znajdować się w pobliżu takiego miejsca. Dodatkowo Kasr al-Charana nie leży na żadnym z ważnych szlaków handlowych tego regionu.
Niezależnie od swego pierwotnego przeznaczenia, budowla jest bardzo dobrze zachowana. Ponieważ znajduje się niedaleko od Ammanu i leży przy jednej z głównych dróg, jest jednym z najczęściej odwiedzanych zamków na jordańskiej pustyni. Archeolog Stephen Urice zajął się Kasr al-Charana w ramach swojej pracy doktorskiej i opublikował później jej wyniki w książce. Dzięki wynikom jego badań można było w końcu lat siedemdziesiątych XX wieku zrekonstruować uszkodzone i zwietrzałe fragmenty budowli.

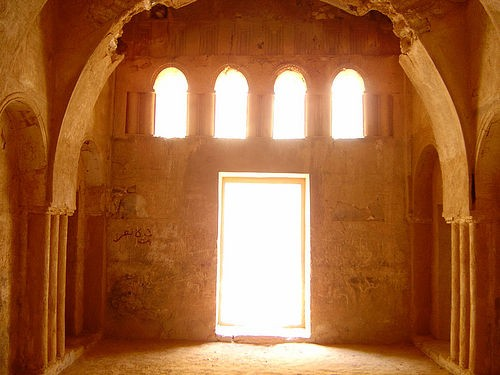
Wnętrze

## Położenie i konstrukcja
Zamek pustynny Kasr al-Charana leży na południe od drogi nr 40, jednej z ważniejszych magistrali łączących Amman z miejscowością Azraq, granicą saudyjską i odległymi rejonami wschodniej Jordanii oraz z Irakiem. Budowla powstała na niewielkim pagórku, wznoszącym się na 15 m powyżej otaczającej pustyni, dzięki czemu jest widoczna z dużej odległości z każdej strony.
Gruntowa droga wiedzie od głównej drogi do pokrytego żwirem placu na południe od wejścia, który jest wystarczająco duży, by pomieścić wiele aut i autobusów. Południowo-wschodni róg placu jest ogrodzony płotem. Jest tu główne wejście do zespołu, obok którego znajduje się punkt obsługi ruchu turystycznego.
Budowla ma 1225 m² powierzchni i jest zbudowana na planie kwadratu o boku 35 m. Na każdym z rogów są niewielkie, wystające wieże. Na południowej fasadzie znajduje się główna brama, jedyne wejście do budynku. Centralnie położone wejście jest z obu stron obramowane wystającymi, półokrągłymi przyporami, które na górze połączone są szerokim łukiem, który jednocześnie stanowi górną osłonę.

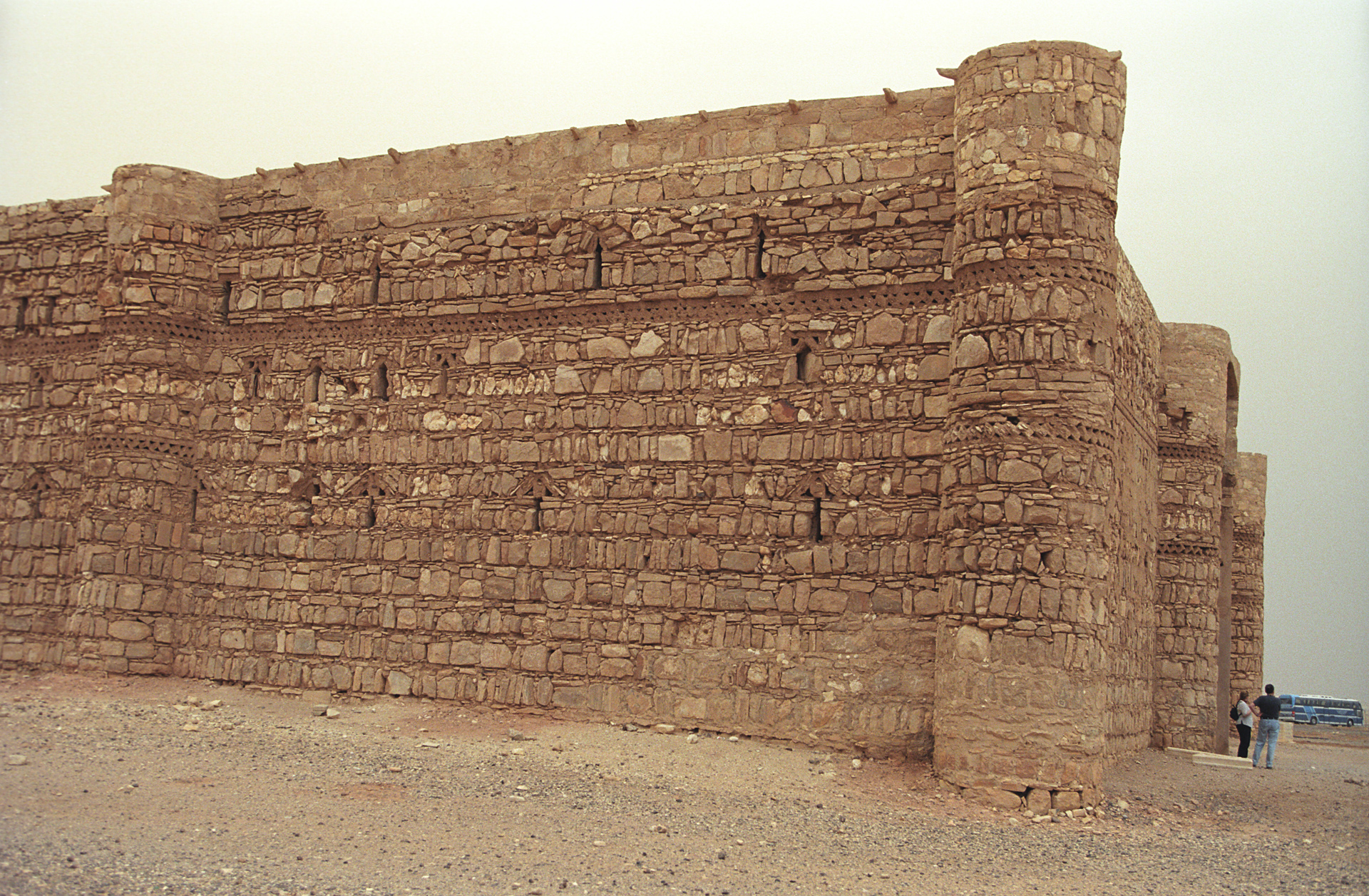
Ściana zewnętrzna z surowych bloków wapienia z pasem ornamentowym

Mury są zbudowane z surowych bloków wapiennych połączonych zaprawą na bazie szlamu. Dekoracyjny pas ornamentowy z płaskich kamieni tworzących zygzak, przebiega wzdłuż murów zewnętrznych na 2/3 ich wysokości.
Budowla składała się pierwotnie z ogółem 60 pomieszczeń rozmieszczonych na dwóch piętrach wokół centralnego dziedzińca, na którego środku został umieszczony zbiornik na wodę deszczową. Dwa sklepione pomieszczenia, które prawdopodobnie funkcjonowały jako stajnie i magazyny, zamykały halę wejściową z obu stron. Wejście kończy się na centralnym dziedzińcu, z którym z trzech stron sąsiadowały pomieszczenia na parterze. Wszystkie pomieszczenia są zgrupowane w zamknięte zespoły, składające się z centralnej hali i dwóch komnat z każdego boku, otwartych na nią. Wiele z komnat ma szczeliny, wpuszczające światło i umożliwiające wentylację. Prawie wszystkie pomieszczenia na drugim piętrze mają detale dekoracyjne i są wyposażone w ozdobne pilastry z efektownymi stiukowymi ornamentami, medalionami lub wykonanymi z gipsu niszami. Dzięki graffiti w jednym z górnych pomieszczeń, można datować budowę na co najmniej 710 rok.

## Styl

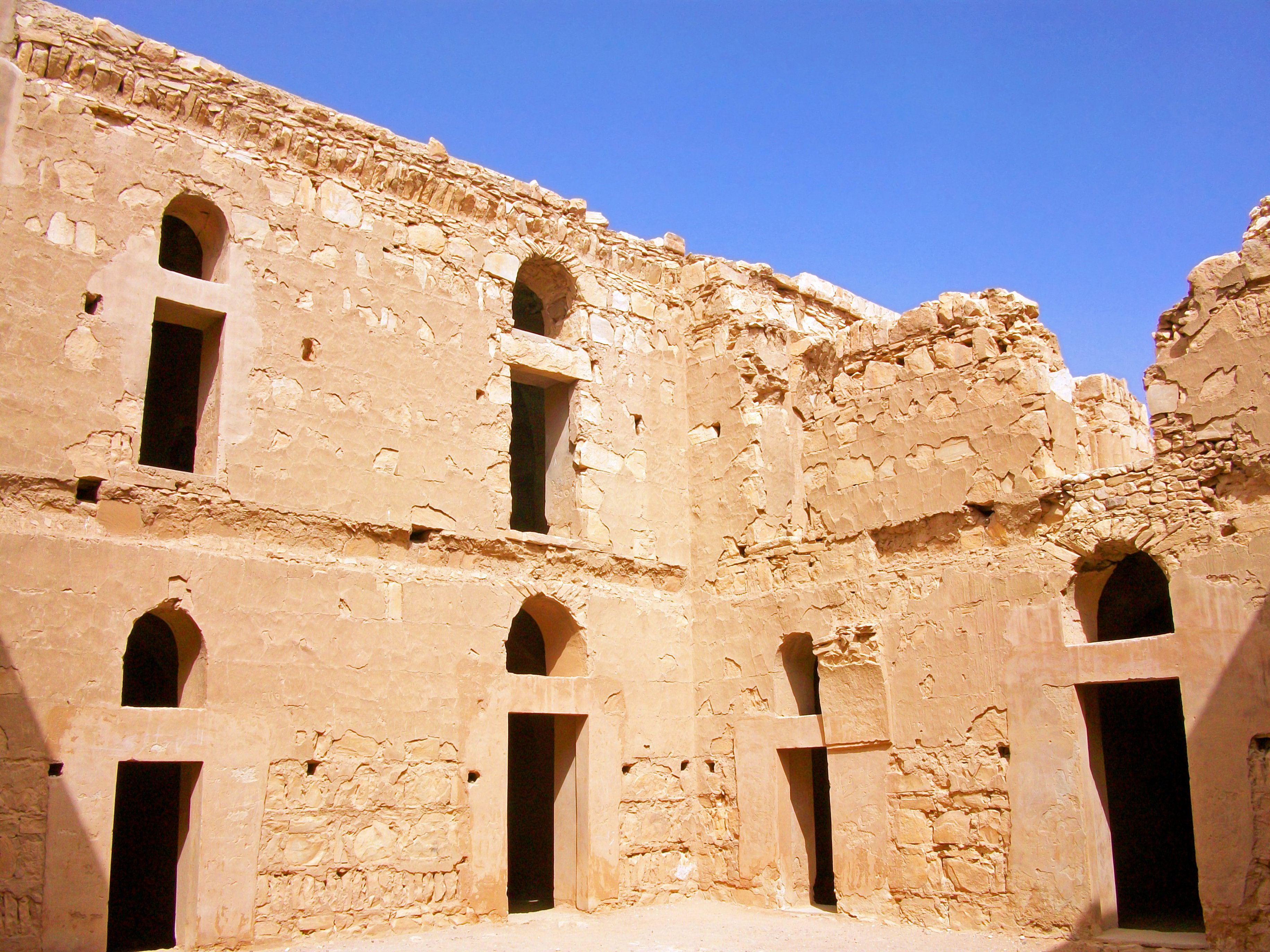
Dziedziniec wewnętrzny

Kasr al-Charana stanowi kombinację różnych regionalnych elementów architektonicznych z takimi, które powstały pod wpływem nowej wtedy religii, islamu, co ostatecznie doprowadziło do nowego, niezależnego stylu. Kształt zamku jest określony syryjskimi elementami architektonicznymi, które najwyraźniej zostały zrealizowane za pomocą sasanidzkich technik budowlanych.
Konstrukcja zamku opiera się na koncepcji syryjskich domów, które same powstały pod wpływem architektury bizantyńskiej i rzymskiej. Jest to widoczne na przykład w podziale komnat, zawsze rozmieszczonych wokół pomieszczeń reprezentacyjnych, które z kolei, jak cały budynek, zaaranżowane są wokół centralnego dziedzińca. Tak jak w przypadku innych budowli powstałych w stylu sasanidzkim, konstrukcja budynku wspierała się na łukach jarzmowych, podtrzymujących sklepienie kolebkowe.
Na bokach była konieczna nieznaczna zmiana technik budowlanych. Łuki nie są tu połączone ze ścianą, ale są umiejscowione na elementach podpierających. Elementy te są stabilizowane dzięki ciężarowi konstrukcji. Użyto również nowych materiałów budowlanych, jak drewniane nadproża, by uczynić budynek bardziej elastycznym i odpornym na trzęsienia ziemi.
Kiedyś ze wszystkich stron były kamienne wejścia na górne piętra, tak jak to widać wewnątrz zamku po wschodniej i zachodniej stronie dziedzińca. Także po południowej i północnej stronie można zobaczyć na ścianach obramienia, które wskazują, że kiedyś musiały tu istnieć dwa drewniane dachy.
W komnatach zastosowano islamskie pojęcie publicznej dostępności z wystarczającą sferą prywatną dzięki wąskim szczelinom, zapewniającym widok na i z zewnątrz. Ponadto wykonano większe okna od wewnątrz, a po stronie północnej zaprojektowano taras, który oddzielał od siebie dwa mieszkania. Na południowej stronie wydzielono pomieszczenie, przewidziane na modlitwy.
Szczeliny w murach wyglądają jak strzelnice, ale były nieużyteczne dla łuczników, ponieważ były umieszczone zbyt wysoko i miały niekorzystny kształt. Zamiast tego służyły do przewietrzania i oświetlania. W komnatach utrzymywał się chłód, dzięki różnicom ciśnienia powietrza i wynikającemu z nich efektowi Bernoulliego.

## Historia

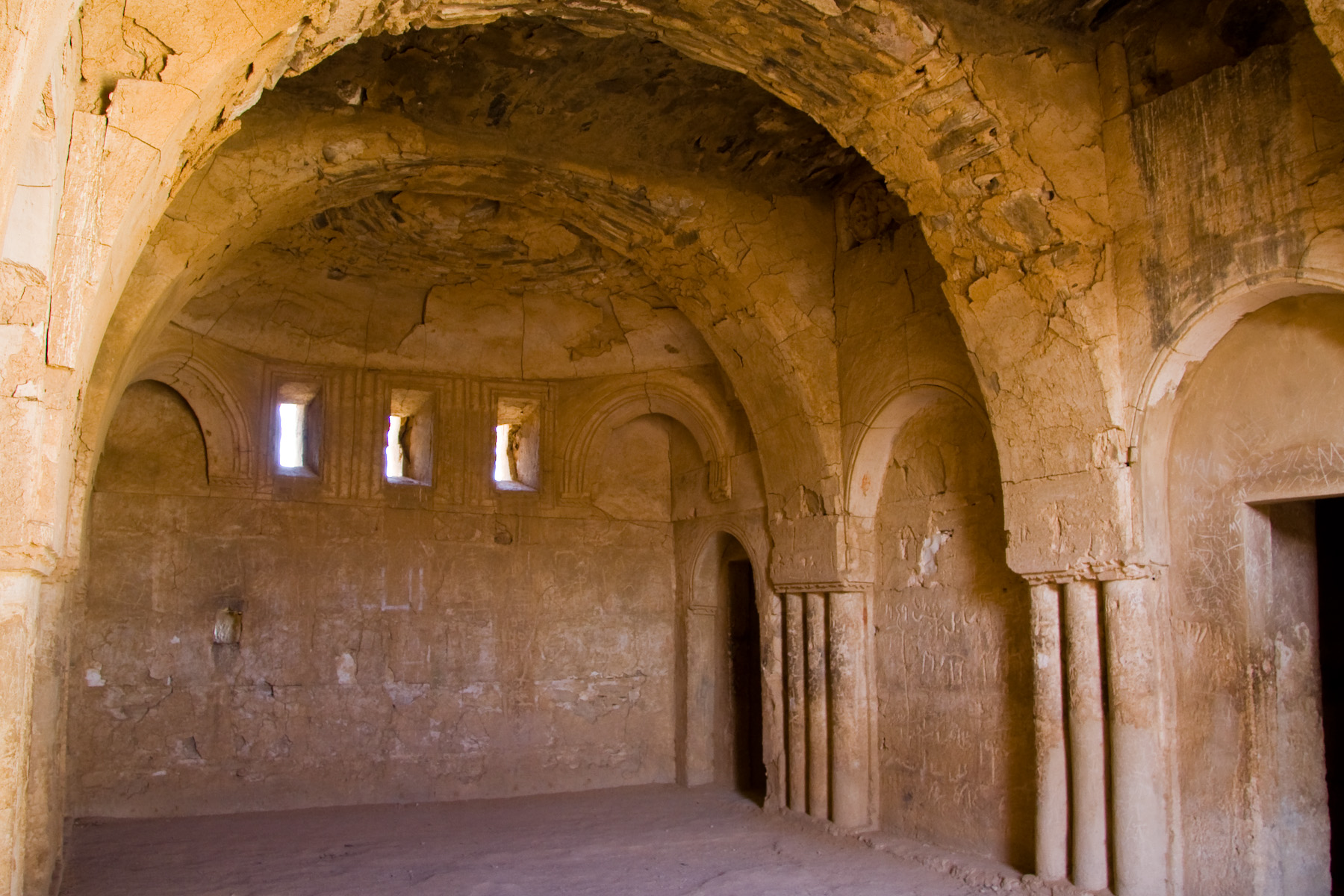
We wnętrzach widoczne są wpływy sasanidzkie

Zamek został wybudowany co najmniej we wczesnym okresie dynastii Umajjadów, w czasie panowania kalifa Al-Walida I, które przypadało na lata 705–715. Według badań Stephena Urice’a budowa może być datowana jeszcze wcześniej i mogła przebiegać w latach 661–684. Można to stwierdzić na podstawie sztukaterii, które były typowe dla dekoracji w sztuce sasanidzkiej i różnią się od wszystkich innych budowli Umajjadów, które są datowane na późniejszy okres. Kasr al-Charana jest zatem ważnym przykładem wczesnej sztuki i architektury islamu.
W jednym z pomieszczeń na górze pozostały napisy w piśmie charakterystycznym dla epoki Umajjadów. Na ich podstawie można ocenić czas powstania tego fragmentu budynku, jak również wskazówki do tego, że pomieszczenie to było używane jako zajazd.
Kasr al-Charana mogła służyć wielu cywilnym, rolniczym lub handlowym przeznaczeniom, tak jak inne okazałe budowle Umajjadów w Wielkiej Syrii. Ze względu na ograniczone zaopatrzenie w wodę jest prawdopodobnym, że zamek był przeznaczony tylko do czasowego użytkowania. Istnieje szereg teorii na temat funkcji budowli, które służyła jako twierdza, punkt spotkań Beduinów (ze sobą lub z namiestnikami Umajjadów) lub jako karawanseraj. To ostatnie jest nieprawdopodobne, ponieważ zamek nie leżał bezpośrednio na jednym z dużych szlaków handlowych tamtych czasów. Poza tym brakuje źródła lub studni, która byłaby konieczna do zaopatrzenia dużych stad wielbłądów.
W późniejszych stuleciach kompleks zostało opuszczony i zaniedbany. Dodatkowo liczne trzęsienia ziemi spowodowały szkody w konstrukcji budowli. Niektóre z pęknięć tak się rozszerzyły, że ściany zachodnia i południowa oddzieliły się od reszty. Ponownego odkrycia zamku dokonał austriacki geograf Alois Musil w 1901 r., ale dopiero w końcu lat 70. XX wieku przeprowadzono rozległe prace restauracyjne. W ich czasie doszło do pewnych zmian i drzwi we wschodniej ścianie zostały zamurowane, a w niektórych miejscach zastosowano mieszanki gipsowe i cementowe, które nie pasują do pierwotnie użytych materiałów. Archeolog Stephen Urice zajmował się budowlą w latach 1977–1981 i doradzał przy pracach budowlanych, przeprowadzanych między 1976 a 1979 rokiem. Następnie napisał na ten temat pracę doktorską i opublikował ją w 1987 r. w formie książki pod tytułem Qasr Kharana in the Transjordan.

## Stan obecny
Teren podlega dzisiaj kompetencji i jurysdykcji jordańskiego ministerstwa starożytności. Królewskie ministerstwo turystyki jest odpowiedzialne za nowe centrum turystyczne i kontroluje dostęp do kompleksu. Wstęp jest płatny, jest również zawarty w Jordan Pass.

## Okolica
W zasięgu wzroku znajduje się teren ze znaleziskami z okresu mezolitu. W czasie wykopalisk na stanowisku Kharaneh IV odkryto resztki osiedla sprzed 20 tysięcy lat.

## Literatura
- Stephen K. Urice: Qasr Kharana: an early Islamic monument in the Transjordan. Harvard University, 1981. Brak numerów stron w książce
- Stephen K. Urice: Qasr Kharana in the Transjordan. American Schools of Oriental Research, 1987. ISBN 0-89757-207-6. ISBN 978-0-89757-207-1. Brak numerów stron w książce
- Rina Talgam: The stylistic origins of Umayyad sculpture and architectural decoration, Teil 1. Otto Harrassowitz Verlag, 2004. ISBN 978-3-447-04738-8. ISBN 3-447-04738-0. Brak numerów stron w książce